# Allan Brooks

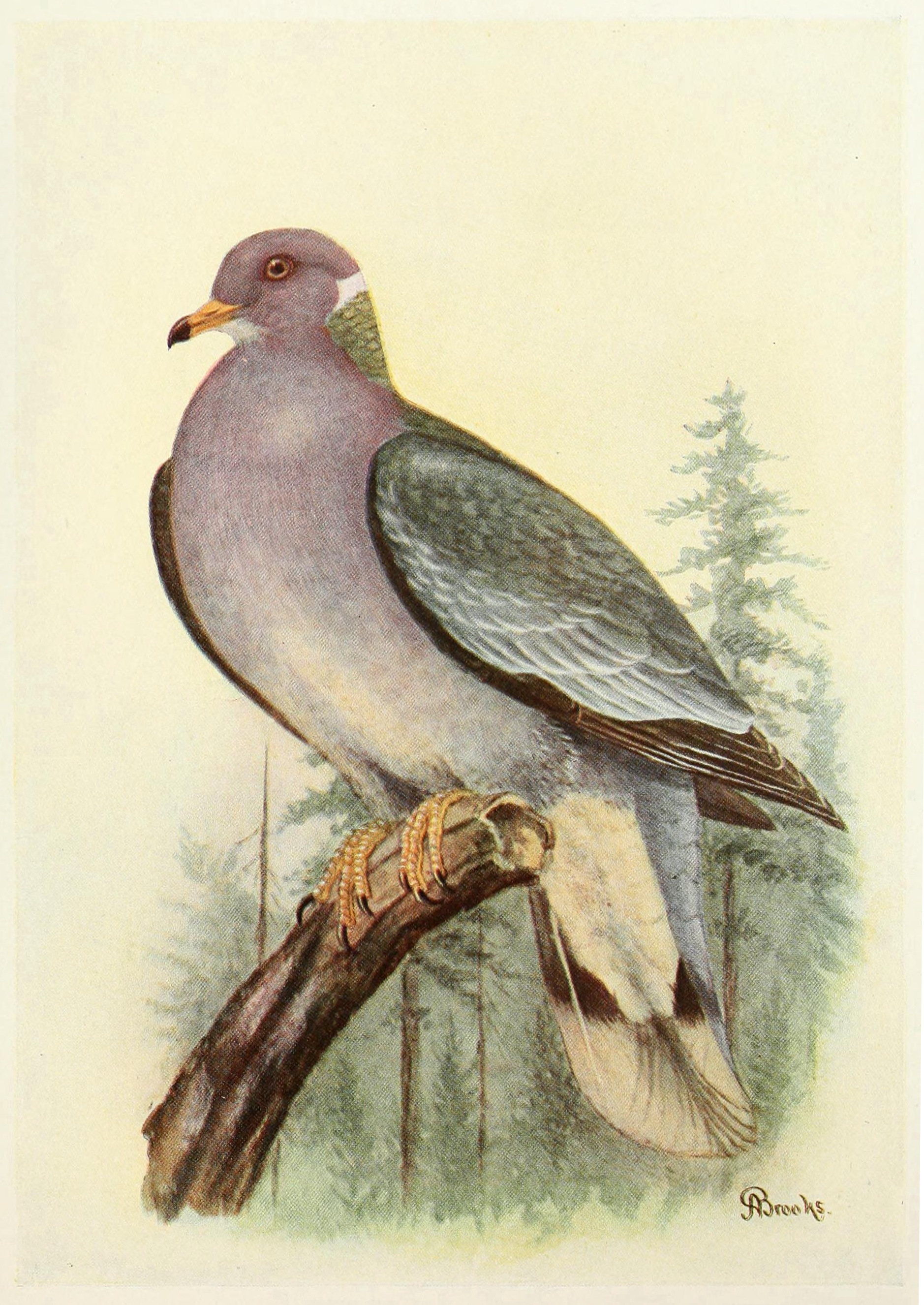
Illustration d'un Pigeon à queue barrée par Brooks.

Allan Cyril Brooks est un ornithologue et un illustrateur ornithologiste ayant vécu au Canada, né le 15 février 1869 à Etawah (Inde) et mort le 3 janvier 1946.

## Biographie
Il étudie en Angleterre de 1873 à 1881 et étudie la vie des oiseaux des landes du comté de Northumberland. Il échange avec Henry Seebohm et apprend à collectionner les œufs et les papillons par John Hancock. Il étudie plus tard les oiseaux de l'Ontario où son père William Edwin Brooks s'est installé pour vivre au vert. Allan Brooks doit son prénom à Allan Octavian Hume, un ami proche et ornithologue associé de son père.
Il devient un illustrateur en ornithologie renommé et illustre notamment les livres de Taverner Birds of Western Canada (1926) et Birds of Canada (1934).
Il a également été recruté durant la Première Guerre mondiale pour servir le 7e bataillon d'infanterie canadien et reçoit l'Ordre du Service distingué.